# Стоян Михайловський
Стоя́н Михайло́вський (болг. Стоян Михайловски) — село в Шуменській області Болгарії. Входить до складу общини Новий Пазар.

## Населення
За даними перепису населення 2011 року у селі проживали 818 осіб.
Національний склад населення села:
| Національність   | Кількість осіб | Відсоток |
| ---------------- | -------------- | -------- |
| турки            | 469            | 59,6%    |
| цигани           | 196            | 24,9%    |
| болгари          | 117            | 14,9%    |
| інша             | 0              | 0%       |
| не визначились   | 5              | 0,6%     |
| Всього відповіли | 787            |          |

Розподіл населення за віком у 2011 році:
Динаміка населення: